# الاتحاد الدولي للمصنعين والجمعيات الصيدلانية
الاتحاد الدولي للمصنعين والجمعيات الصيدلانية (بالإنجليزية: International Federation of Pharmaceutical Manufacturers & Associations)‏ تأسست عام 1968 وتمثل شركات الصناعة الصيدلانية المعنية بالأبحاث والمنظمات الصيدلانية في العالم. مقر الاتحاد في جنيف في سويسرا.